# Écoquartier du Raquet
L'écoquartier du Raquet est un écoquartier en cours de conception créé à l'initiative du SCOT du Grand Douaisis et du PLH (Programme Local de l'Habitat) de la Communauté d'agglomération du Douaisis (CAD), à Sin le Noble et Douai dans le Nord/Pas-de-Calais.
L'équipe de conception est dirigée par Florence Bougnoux, architecte-urbaniste, SEURA mandataire (Florence Bougnoux, Jean-Marc Fritz, David Mangin); elle est composée aussi du BET VRD BERIM, des paysagistes de l'atelier LD, du BET environnemental Solener et jean-Pierre Traisnel, des éclairagistes de Coup d'éclat.
Ce projet s'inscrit dans une stratégie régionale et locale de lutte contre la périurbanisation, avec une offre qualitative visant notamment à équilibrer les effets d'attraction et de périurbanisation de la métropole lilloise. Pour le confort de la population et pour limiter les besoins de déplacement domicile travail, le quartier accueillera aussi des équipements scolaires et de loisir, des équipements, des activités économiques (commerces, services, artisans, activités agricoles et horticoles, etc.). 
Le projet qui se veut aussi vitrine du développement durable accueillera une maison de quartier et du Développement durable.

## Situation géographique et superficie
Ce quartier sera peu à peu construit sur la ZAC du même nom (ZAC du Raquet), située à 70 pour cent environ sur le territoire des communes de Sin-le-Noble à 30 % environ sur le territoire de la ville de Douai. 
Cette ZAC correspond à une enclave agricole, presque en totalité cernée par 4 quartiers qui sont (en partant du nord et dans le sens des aiguilles d'une montre « Le Puits du Midi », « La Sucrerie », « Les Epis » et « Les Cheminots ».

Le lieu du projet de quartier, situé dans l'Ostrevent, est situé entre Lille et Cambrai à l'est du centre de la région Nord-Pas-de-Calais (région de 4 millions d'habitants).
L'écoquartier (en incluant ses espaces verts) s'étendra sur 166 hectares, dont 34 situés sur la commune de Douai.

## Capacités d'accueil
Le quartier devrait accueillir 12 000 nouveaux habitants dans environ 4 000 à  4 700 logements (individuels pour la moitié, et collectifs pour l'autre moitié) (en incluant les secteurs de densification future), soit 25 % de la population du grand douaisis selon les prévisions du SCOT pour la période 2000-2030 . Des équipements de services sont prévus pour toutes les générations (des crèches à la résidence pour les seniors, et tous ces logements devront respecter les principes et critères de la haute qualité environnementale et donc des principes de l'architecture bioclimatique. 

## Programmation sur 15 à 20 ans
La construction de ce vaste quartier (le plus grand de France parmi tous les écoquartiers en préparation entre 2006 et 2008) devrait être étalée sur la période 2008-2015 selon la CAD. 
La mixité et le logement social sont intégrés dans le projet (1/4 des logements seront les logements sociaux). Les 101 logements locatifs sociaux, dix logements en accession sociale et 60 en locatif, aidés par l'ANRU (dans et près du quartier prioritaire des Épis) devraient être terminés avant 2013.

## Insertion environnementale et écologique du projet

### La biodiversité
Concernant le contexte étendu ;
- Le contexte local est actuellement celui d'une urbanisation dense, due à l'ancien bassin-minier et aux nombreuses activités industrielles qu'il a généré.
- Bien au nord de la zone, une série de forêts, reliques de la forêt charbonnière et probablement de l'ancienne forêt hercynienne forment un arc de cercle, en grande partie incluses dans le parc naturel régional Scarpe-Escaut, élément-clé de la trame verte régionale. Cependant, le territoire du Douaisis, malgré un schéma de trame verte et bleue communautaire en cours d'élaboration et d'application, est encore écologiquement très fragmenté, y compris entre l'écoquartier et les territoires situés plus au nord caractérisé par un degré de naturalité plus élevé.
- La trame verte du Bassin minier du Nord-Pas-de-Calais a bénéficié depuis 20 ans du travail de requalification de nombreuses friches industrielles, permettant un reverdissement du bassin minier, grâce notamment à l'EPF[Quoi ?] et à la mission Bassin minier. Cette trame verte est un autre atout pour le quartier. Le projet d'écoquartier sera lui-même le support d'opérations de renaturation, notamment sur le site d'une friche industrielle (15 ha de surface de Briqueterie Dupont/Delecourt et 40 ha d'anciennes carrières)[1].
- Des espaces verts seront répartis dans tout le quartier, avec environ 50 ha notamment constitués de 5 parcs thématiques (horticoles, forestier, urbain). Traités en gestion différentiée, ils devaient en partie s'intégrer dans la trame verte communautaire[4]. Les cultures devraient être conduites en agriculture bio, pour notamment protéger les champs captant et répondre aux engagements du Grenelle de l'environnement[1].

- En termes d'écologie du paysage et d'écopotentialités à moyen et long terme, deux axes structurants sont les vallées de la Scarpe et de la Sensée ;

### Gestion alternative des eaux
Le Douaisis est en grande partie victime de phénomènes d'affaissement minier, ce qui rend la zone particulièrement à risque en matière d'inondation et de circulation des polluants vers la nappe phréatique. De plus, une partie de la ZAC du Raquet est classée en périmètre de protection de captage d'eau potable (périmètre de protection rapproché et périmètre de protection éloignée). 
Comme dans le cas de l'écoquartier d'Eva-Lanxmeer (le seul qui en Europe soit construit sur un champ captant), le maitre d'ouvrage doit être particulièrement attentif à une gestion alternative et exemplaire des eaux de pluie et de ruissellement, la loi française imposant d'ailleurs que soient interdits certaines activités ou modes d'occupation « susceptible de nuire directement ou indirectement à la qualité des eaux ». Ces mêmes activités devant être réglementées et surveillées dans le périmètre éloigné de protection ;
- Toutes les eaux pluviales doivent être gérées et infiltrées sur place[1] ;
- Des noues, rigoles et un petit canal sont prévus comme zones-tampons avec éolienne pour faire circuler l'eau afin qu'elle ne soit pas stagnante. Quelques zones humides seront recréées dans le cadre de la renaturation du site[1] ;
- Le dimensionnement de l'ensemble est prévu pour pouvoir absorber l'orage centennal et non le décennal comme dans la plupart des projets. Chaque opération ne devra pas permettre plus de 2 litres par seconde de « surverse »[1].
- Les architectes et urbanistes qui travaillent sur ce projet pourront bénéficier des retours d'expérience et des  savoirs et savoir-faire accumulés depuis les années 1990 par l'association ADOPTA en matière de gestion des eaux superficielles et de lutte contre le ruissellement urbain.
- Avant le Moyen Âge, en aval de ce qui est devenu Douai, la Scarpe drainait et alimentait des milliers d'hectares de zones humides jusqu'à son confluent avec l’Escaut. Ces zones humides qui abritaient probablement une grande biodiversité ont été drainées par les moines et paysans pour la mise en culture. En l'an 980, un Comte de Flandre a modifié l’écoulement de la Scarpe pour la rendre navigable d'Arras à Douai en détournant son cours (de Biache-Saint-Vaast à Brebières). Au XXe siècle, les affaissements et pompages miniers ont encore perturbé l'hydraulique naturelle de cette région, au point que comme le rappelle l'Agence de l'eau, en Aval de Douai, « la Scarpe aval ne présente quasiment pas de lien hydraulique avec l’amont »[5]. Conformément aux recommandations du SDAGE et des SAGEs (Schémas d'aménagement et de gestion des eaux), et dans l'esprit de la Directive Cadre sur l'eau[6] les aménagements végétalisés contribueront à la prévention les inondations et auront pour certains une valeur de lagunage naturel. Ils contribueront ainsi aussi à la restauration, gestion et protection de la ressource en eau qui est particulièrement vulnérable dans le bassin minier, notamment au regard des taux de nitrates et de divers polluants séquelles du développement industriel minier et métallurgique. L'absence d'usage de produits pesticides (phytosanitaires tels que désherbants, lombricides ou fongicides) par le gestionnaire pour l'entretien la zone y contribuera.

### Qualité de l'air, calme
Il ne s'agit pas d'un quartier sans voitures tels qu'on en trouve en Europe du Nord, mais les modes de transports non polluants et la sécurité des enfants y seront néanmoins favorisés par un réseau piétonnier dense, 15 km de pistes cyclables, des zones limitées à 30 et 10 km/h pour les véhicules, avec un stationnement restreint (1 place par logement est néanmoins prévue).

## Énergie
Le plan du quartier a été conçu pour anticiper sur les normes futures et pour que chaque maison ou immeuble puisse bénéficier des apports solaires (pour le chauffage et l'électricité afin que les panneaux solaires fonctionnent au mieux, mais aussi pour l'éclairage direct, éventuellement zénithal qui est recommandé par l'approche HQE.
Seule la partie située à l'est du site (dans la zone dite « parc forestier ») est actuellement prévue pour respecter les principes de maisons passives ou à énergie positive. Ailleurs le TPHE (très haute performances énergétique, équivalent au RT 2010), dans certains cas avec ENR renforcé en photovoltaïque (RT-30 % + apport solaire) sera requis, hormis pour les ilots traditionnels qui bénéficieront quand même du label BBC et pour certains du label BBC+ (selon le projet tel qu'il est actuellement présenté par la CAD).
Les engagements de Kyoto et du Grenelle de l'environnement devraient donc être respectés ou dépassés dans ce quartier (ce qui permet un financement bonifié dans le cade de l'ANRU).

## Accessibilité et transports
La région est l'une des mieux desservie de France en termes de routes et autoroutes, de voies ferrées et navigables. 
Des axes piétons et 15 km de voies cyclables sont prévus, ainsi qu'une seconde ligne de BHNS qui desservira les futurs logements, les nouvelles écoles et un centre aquatique prévu dans le quartier.

## Les étapes et l'état actuel du projet
la communauté d'agglomération du Douaisis est responsable de la maîtrise d’ouvrage. C'est elle qui sera propriétaire du foncier, après une double procédure d'acquisition amiable et à de décision d'utilité publique.
Après une série de concertations et une enquête d'utilité publique conduite de février à mars 2008 et conclue par un avis favorable du commissaire enquêteur, le principe a été définitivement validé, à l'unanimité par le conseil municipal de Douai.

## Critique du projet
Certains des premiers résidents installés sur l’écoquartier du Raquet dénoncent un décalage entre le projet présenté par communauté d'agglomération du Douaisis et leur quotidien.De nombreuses nuisances sont dénoncés par ces habitants : manque de propreté des voiries, installation de gens du voyage sur les terrains voisins, nombreux travaux et surtout piètre qualité des logements.
En 2021, c'est-à-dire quinze ans après la promesse des 12000 habitants ont dénombre moins de 1000 habitants sur le site. De même, les entreprises attendues et la ligne de bus promise ne sont toujours pas au rendez-vous. Par contre des terres agricoles ont été consommées pour ce projet. Le tout pour une facture estimé aux alentours de 100 M€.